# Philipose Mar Eusebius
Philipose Mar Eusebius (Euzebiusz, imię świeckie Philipose Puthenparambil, ur. 16 czerwca 1931 w Naranganam, zm. 21 stycznia 2009) – duchowny Malankarskiego Kościoła Ortodoksyjnego, w latach 1990-2009 biskup Thumpamon.

## Życiorys
Święcenia kapłańskie przyjął 7 czerwca 1974. Sakrę biskupią otrzymał 15 maja 1985 roku z rąk katolikosa Bazylego Mar Thoma Mateusza I i został mianowany biskupem pomocniczym Thumpamon. 13 grudnia 1990 objął urząd ordynariusza. Brał udział w dialogu ekumenicznym z Kościołem katolickim. Zmarł 21 stycznia 2009.